# Николаевск-на-Амуре (аэропорт)
Аэропорт «Николаевск-на-Амуре» — аэропорт города Николаевска-на-Амуре Хабаровского края. Обеспечивает регулярное авиасообщение с региональным центром — Хабаровском, а также с Охотском, Чумиканом, Нельканом, Аяном.

## Технические характеристики
В 2013 году на аэродроме выполнены работы по реконструкции искусственной взлетно-посадочной полосы с оснащением её светосигнальным оборудованием (ОМИ-2) и радиомаячной (ILS) системой посадки с МК-287° и МК-107°, рулежной дорожки (РД-А), а также объектов энергоснабжения.
На 2018 год, аэродром обеспечен такими системами посадки как: радиомаячная (РМС/ILS), азимутально-дальномерная система (ВОР/ДМЕ), дальний и ближний приводные радиостанции.

### Принимаемые типывоздушных судов[3]
Ан-24, Ан-26, Ан-28, Ан-30, Ан-32, Ан-72, Ан-74, Л-410, Як-40, Cessna 208B ,DHC-8-100, Sukhoi Superjet 100 и все более лёгкие, вертолёты всех типов. Они используют 15 стоянок. Классификационное число ВПП (PCN) 22/R/A/X/T.
Расстояние между Николаевском-на-Амуре и Сиэтлом составляет 6400 км, что позволяет перевозить 40 тонн груза между США и Россией с помощью самолёта Ил-76МД-90А.

## Показатели деятельности
| год             | 2014 | 2015 | 2016 | 2017 | 2018 | 2019 | 2020 | 2021 |
| тыс. пассажиров | 38,5 | 35,3 | 33,5 | 35,4 | 39,3 | 44,0 | 41,8 | 51,3 |
| Источники:      |      |      |      |      |      |      |      |      |